# امیر صدیقی (ووشو)
امیر صدیقی (زادهٔ ۱۴ فروردین ۱۳۶۳ در تهران) رئیس فدراسیون ووشو ایران است.وی نائب رئیس کمیته کونگ فو فدراسیون جهانی ووشو و نائب رئیس کمیته توسعه و بازاریابی کنفدراسیون ووشو آسیا می‌باشد، همچنین صدیقی در تاریخ ۴ آذرماه ۱۴۰۲ رئیس کمیته حقوقی انجمن بین‌المللی کوراش شد.

## سوابق
امیر صدیقی (زادهٔ ۱۴ فروردین ۱۳۶۳ در تهران) رئیس فدراسیون ووشو ایران است. که در تاریخ ۱۵ تیرماه ۱۳۹۹ با رای قاطع مجمع برای مدت چهار سال برای این سمت انتخاب شد. او فعالیت خود در ورزش را از سال ۱۳۸۱ در حوزه برگزاری رویدادهای بین‌المللی با فدراسیون فوتبال آغاز کرد.
طی مدت زمان همکاری خود با فدراسیون فوتبال در برگزاری بیش از ۱۰۰ مسابقه بین‌المللی از جمله انتخابی المپیک، جام جهانی فوتبال و قهرمانی باشگاه‌های آسیا و … فعالیت کرد. او در سمت‌های مختلفِ از جمله دبیر بازی‌های قهرمانی نوجوانان و جوانان آسیا، مسئول رسانه ای و مدیر برگزاری رویدادها با این فدراسیون همکاری داشت.
امیر صدیقی در سال ۱۳۸۵ در رشته مهندسی مکانیک طراحی جامدات از دانشگاه فارغ‌التحصیل شد. از سال ۱۳۸۷ لغایت ۱۳۸۸ به‌عنوان مدیر پروژه ویژن آسیا 'طرح توسعه فوتبال در ایران و استان تهران' فعالیت کرد.
صدیقی دارای مدرک داوری درجه یک فوتبال بوده و قضاوت‌های متعددی در مسابقات فوتبال نیز داشته است.
وی از سال ۱۳۸۸ فعالیت خود را در فدراسیون شنا، شیرجه و واترپلوی ایران به‌عنوان رئیس کمیته روابط بین‌الملل آغاز نمود و در همان سال نیز به‌عنوان مشاور امور بازاریابی و مدیر بین‌الملل فدراسیون ووشو منصوب شد.
از ابتدای سال ۱۳۸۹ به‌عنوان دبیرکل فدراسیون شنا، فعالیت خود را با این فدراسیون ادامه داد. او با حضور در این سمت جوانترین دبیر فدراسیون‌های ورزشی ایران نام گرفت. در آن زمان با پیشرفت چشمگیر فدراسیون شنا در حوزه بین‌الملل، ایران توانست کرسی ریاست فدارسیون شنا غرب و آسیا میانه را به‌دست‌آورد. در همان سال با حفظ سمت دبیرکلی فدراسیون شنا، شیرجه و واترپلو، به‌عنوان مدیر اجرایی کنفدراسیون شنا غرب آسیا انتخاب شد.
وی در سال ۱۳۹۰ با دریافت بورسیه تحصیلی، به‌عنوان نخستین فرد از ایران، در رشته فوق لیسانس مدیریت و حقوق ورزشی فیفا از سوی مرکز تحقیقات بین‌الملل ورزش برگزیده شد و تحصیلات تکمیلی خود را در سه کشور انگلستان، ایتالیا و سوییس ادامه داد.
سرانجام وی در سال ۱۳۹۱ با نمره برتر در دانشگاه حقوق نیوشاتل سوییس فارغ‌التحصیل شد و به ایران بازگشت تا در فدراسیون ووشو ایران فعالیت خود را ادامه دهد.
در ابتدای سال ۱۳۹۲ وی از سوی کمیته بین‌المللی المپیک IOC در لوزان سوییس دعوت به کار شد و تا سال ۲۰۱۶ در دپارتمان توسعه و همکاری‌های بین‌المللی به فعالیت پرداخت.
او در پروژه‌های مهمی همچون برگزاری کنفرانس‌های بین‌المللی، جوایز محیط زیست و ورزش زنان IOC و همکاری با سازمان ملل متحد و یونیسف فعالیت نمود.
او در سال ۱۳۹۵ با نیت خدمت به ورزش کشور دوباره به ایران بازگشت و در فدراسیون‌های ورزشی مختلف همچون فدراسیون اسکی، فدراسیون وزنه‌برداری، فدراسیون فوتبال، فدراسیون اسکیت و فدراسیون تیراندازی در پروژه‌های مختلف به‌عنوان مشاور رئیس فدراسیون به فعالیت پرداخت.
در طول این مدت وی توانست نقشی مؤثر در حوزه دیپلماسی بین‌الملل ایفا نماید و کرسی‌های مهمی همچون نایب رییسی فدراسیون اسکیت آسیا و عضویت در هیئت اجرایی فدراسیون جهانی تیراندازی را برای اولین بار در تاریخ این رشته‌های ورزشی برای ایران به ارمغان بیاورد.
او همچنین به مدت دو سال از سال ۱۳۹۶ تا ۱۳۹۸ به‌عنوان رئیس دفتر توسعه و همکاری‌های بین‌الملل فدراسیون بین‌المللی ورزش‌های زورخانه ای و کشتی پهلوانی IZSF فعالیت کرد.
وی در حال حاضر دبیر کمیسیون توسعه روابط بین‌الملل کمیته ملی المپیک از سال ۱۳۹۷ تا کنون و دبیر کمیسیون حقوق ورزشی از سال ۹۷ لغایت ۹۸ بوده است. صدیقی در سال ۱۳۹۸ نیز به‌عنوان رئیس کمیته روابط بین‌الملل فدراسیون هندبال و مشاور رئیس فدراسیون به فعالیت می‌پرداخت.
او توانست در سال ۱۳۹۷ نیز به‌عنوان نایب رئیس کمیته توسعه و بازاریابی کنفدراسیون ووشو آسیا انتخاب شود.
وی در خردادماه ۱۳۹۸ به‌عنوان رئیس کمیته تایچی ایران از سوی دکتر مهدی علی‌نژاد رئیس وقت فدراسیون ووشو ایران و معاون توسعه ورزش قهرمانی منصوب شد.